# 2-Cloroetanol
El 2-cloroetanol és un compost químic orgànic de la classe dels alcohols amb la fórmula CH3CHClOH. És un líquid incolor que té una olor forta i dolça. S'utilitza principalment com a intermedi en la producció d'altres productes químics. Pot ser tòxic si s'ingereix o s'inhala en grans quantitats.

## Estructura
El 2-cloroetanol és una molècula amb una cadena de dos carbonis, un d'ells enllaçat a un àtom de clor i l'altre a un grup hidroxi (–OH). És, per tant, un alcohol halogenat amb clor.

## Preparació
El 2-cloroetanol es pot preparar mitjançant la cloració de l'etanol. La reacció es pot dur a terme usant un agent de cloració com el clor o el clorur d'hidrogen en presència d'un catalitzador com l'àcid sulfúric.

## Ús
El 2-cloroetanol s'utilitza principalment com a intermedi en la producció d'altres productes químics. Alguns dels seus usos principals inclouen:
En la síntesi d'altres substàncies químiques, el 2-cloroetanol s'empra com a material de partida en la síntesi d'altres substàncies químiques com la 2-cloroetanamida, el 2-cloroetilvinil èter i en la producció d'òxid d'etilè, una substància química que es fa ús per fabricar una gran varietat de productes com ara detergents, tensioactius i polietilènglicols.
Com a dissolvent, el 2-cloroetanol és un dissolvent polar i pot dissoldre una àmplia gamma de compostos polars i no polars. Es fa servir com a dissolvent en la producció de diversos compostos orgànics, com ara colorants, productes farmacèutics i pesticides.
En ús de laboratori, el 2-cloroetanol s'usa en alguns procediments de laboratori, com per exemple en l'aïllament d'ADN i ARN per precipitació.

## Toxicitat
El 2-cloroetanol és una substància química tòxica que pot ser perjudicial si s'ingereix, s'inhala o s'absorbeix a través de la pell. La toxicitat del 2-cloroetanol pot variar segons la via d'exposició i la quantitat de la substància química que absorbeix l'organisme. La ingestió de 2-cloroetanol pot causar nàusees, vòmits, dolor abdominal i depressió del sistema nerviós central. Les dosis altes poden provocar danys hepàtics i renals, i fins i tot la mort. La inhalació pot causar irritació dels ulls, el nas i la gola, així com tos, dificultat per respirar i mals de cap. Els alts nivells d'exposició poden conduir a la inconsciència i la mort. Per contacte amb la pell pot causar irritació i enrogiment. El contacte prolongat pot provocar desgreixament i esquerdes de la pell. Per contacte amb els ulls pot causar irritació ocular, enrogiment i ardor. L'exposició a llarg termini al 2-cloroetanol pot causar danys al fetge, als ronyons i al sistema nerviós. També s'ha relacionat amb càncer en animals, i algunes agències el consideren un possible cancerigen humà.